# 13815 Furuya
13815 Furuya eller 1998 YF7 är en asteroid i huvudbältet som upptäcktes den 22 december 1998 av den japanske astronomen Atsuo Asami vid Hadano-observatoriet. Den är uppkallad efter Kazuko Furuya.
Asteroiden har en diameter på ungefär 16 kilometer.